# Parallelia korintjiensis
Parallelia korintjiensis là một loài bướm đêm trong họ Erebidae.